# Howard Hesseman
Howard Hesseman (pseudonyme Don Sturdy), né le 27 février 1940 à Lebanon (Oregon) et mort le 29 janvier 2022 à Los Angeles (Californie), est un acteur américain, humoriste et figure de la contre-culture depuis la fin des années 1960.

## Vie privée
Il a été marié pendant 33 ans à la Française : Caroline Ducrocq.

## Filmographie
- 1968 : Petulia : Un hippie (non crédité)
- 1969 : Some Kind of a Nut : Le barman (non crédité)
- 1971 : Billy Jack : Drama Teacher
- 1971 : The Christian Licorice Store : Last Party Guest
- 1972 : Cisco Pike : L'ingénieur du son
- 1973 : Steelyard Blues : Frank Veldini
- 1973 : Jory : Le barman du Santa Rosa (non crédité)
- 1973 : Kid Blue : L'homme de confiserie
- 1975 : Shampoo : Red Dog
- 1975 : Prisoners
- 1975 : Whiffs : Dr. Gopian
- 1975 : Ennemis comme avant (The Sunshine Boys) : M. Walsh
- 1976 : Tunnel Vision : Le sénateur McMannus
- 1976 : Jackson County Jail : David
- 1976 : La Dernière Folie de Mel Brooks : Un exécutif
- 1976 : Le Bus en folie (The Big Bus) : Jack
- 1977 : The Other Side of Midnight : O'Brien
- 1977 : Tarantula : Le Cargo de la mort (téléfilm) : Fred
- 1978 : Le Fantôme du vol 401 (The Ghost of Flight 401) : Bert Stockwell
- 1978 : Loose Shoes: Ernie Piles, correspondant de guerre
- 1979 : Americathon: Kip Margolis
- 1981 : Private Lessons : Lester
- 1981 : Honky Tonk Freeway : Snapper
- 1983 : Doctor Detroit : Smooth Walker
- 1984 : Spinal Tap : Terry Ladd
- 1984 : Silence of the Heart : Carl Lewis
- 1985 : Police Academy 2 (Police Academy 2: Their First Assignment) : Pete Lassard
- 1985 : Cluedo : le chef (non crédité)
- 1986 : My Chauffeur : McBride
- 1986 : Le Vol du Navigateur (Flight of the Navigator) : Dr. Louis Faraday
- 1986 : Inside Out : Jack
- 1986 : Sois prof et tais-toi ! (série TV) : Charlie Moore
- 1986 : Banco (Heat) : Pinchus Zion
- 1987 : Cheeseburger film sandwich (Amazon Women on the Moon) : Rupert King (segment Titan Man)
- 1991 : Rubin et Ed (Rubin & Ed) : Ed Tuttle
- 1993 : Little Miss Millions : Nick Frost
- 1994 : Munchie Strikes Back : Munchie (voix)
- 1995 : Out-of-Sync : détective Caldwell
- 1997 : Gridlock'd : l'aveugle
- 2000 : The Sky Is Falling : Yogi Cook
- 2002 : The Mesmerist : Mr. Valdemar
- 2002 : Teddy Bears' Picnic : Ted Frye
- 2002 : Monsieur Schmidt (About Schmidt) : Larry Hertzel
- 2006 : Man About Town : Ben Giamoro
- 2006 : Domestic Import : Lou Kimmelman
- 2007 : Un enfant pas comme les autres (Martian Child) : Dr Berg
- 2008 : The Rocker : Gator
- 2009 : Halloween 2 : Oncle Meat
- 2009 : All About Steve : M. Horowitz
- 2012 : Bigfoot : Tommy Gillis
- 2014 : How to Become an Outlaw : l'avocat
- 2016 : Silver Skies : Billy
- 2016 : Dirty Politics : Big Oil
- 2016 : Wild Oats : Vespucci

## Distinctions
Howard Hesseman a été nommé deux fois pour un Primetime Emmy Awards en 1980 et 1981.